# 技術士試験
技術士試験（ぎじゅつししけん）は、技術士または技術士補になるための日本の国家試験である。
文部科学大臣の指定試験機関である日本技術士会が実施している。第一次試験と第二次試験に分かれており、第二次試験はさらに筆記試験と口頭試験に分けられている。

## スケジュール
例年、おおむね以下のようなスケジュールで実施されている。
|          | 第一次試験     | 第二次試験            | 会場                                                                                             |
| -------- | -------------- | --------------------- | ------------------------------------------------------------------------------------------------ |
| 出願     | 6月中旬 - 下旬 | 4月上旬 - 中旬        |                                                                                                  |
| 筆記試験 | 11月下旬       | 7月第3週              | 北海道、宮城県、東京都、神奈川県、新潟県、石川県、愛知県、大阪府、広島県、香川県、福岡県、沖縄県 |
| 口頭試験 |                | 12月上旬～翌年1月中旬 | 東京都                                                                                           |
| 合格発表 | 翌年2月下旬    | 翌年3月上旬           |                                                                                                  |

## 第一次試験
第一次試験には受験資格はなく、誰もが受験できる。最年少での合格者は、化学部門で受験した8歳（小学3年生）の男子である。第一次試験に合格すると、技術士補登録をする資格が得られる。つまり、第一次試験は技術士補試験を兼ねている。日本技術士会では、第一次試験合格者を「修習技術者」と呼んでいる。
第一次試験の試験科目は以下の通りである。
|          |                                        | 試験時間 | 配点 | 試験方式 |
| -------- | -------------------------------------- | -------- | ---- | -------- |
| 基礎科目 | 科学技術全般にわたる基礎知識           | 1時間    | 15点 | 択一式   |
| 適性科目 | 技術士法第四章の規定の遵守に関する適性 | 1時間    | 15点 | 択一式   |
| 専門科目 | 当該技術部門に係る基礎知識及び専門知識 | 2時間    | 50点 | 択一式   |

### 基礎科目
科学技術全般にわたる基礎知識が出題される。出題範囲は以下の通りである。
- 設計・計画（設計理論、システム設計、品質管理など）
- 情報・論理（アルゴリズム、情報ネットワークなど）
- 解析（力学、電磁気学など）
- 材料・化学・バイオ（材料特性、バイオテクノロジーなど）
- 環境・エネルギー・技術（環境、エネルギー、技術史など）

### 適性科目
技術士法第4章（技術士等の義務）の規定の遵守に関する問題や、製造物責任法、公益通報者保護法などの知識が出題される。

### 専門科目
総合技術監理部門を除く20技術部門の専門知識を問う。各部門における専門科目の出題範囲は、以下の通りである。
1. 機械部門
  - 材料力学
  - 機械力学・制御
  - 熱工学
  - 流体工学
2. 船舶・海洋部門
  - 材料・構造力学
  - 浮体の力学
  - 計測・制御
  - 機械及びシステム
3. 航空・宇宙部門
  - 機体システム
  - 航行援助施設
  - 宇宙環境利用
4. 電気電子部門
  - 発送配変電
  - 電気応用
  - 電子応用
  - 情報通信
  - 電気設備
5. 化学部門
  - セラミックス及び無機化学製品
  - 有機化学製品
  - 燃料及び潤滑油
  - 高分子製品
  - 化学装置及び設備
6. 繊維部門
  - 繊維製品の製造及び評価
7. 金属部門
  - 鉄鋼生産システム
  - 非鉄生産システム
  - 金属材料
  - 表面技術
  - 金属加工
8. 資源工学部門
  - 資源の開発及び生産
  - 資源循環及び環境
9. 建設部門
  - 土質及び基礎
  - 鋼構造及びコンクリート
  - 都市及び地方計画
  - 河川、砂防及び海岸・海洋
  - 港湾及び空港
  - 電力土木
  - 道路
  - 鉄道
  - トンネル
  - 施工計画、施工設備及び積算
  - 建設環境
10. 上下水道部門
  - 上水道及び工業用水道
  - 下水道
  - 水道環境
11. 衛生工学部門
  - 大気管理
  - 水質管理
  - 環境衛生工学（廃棄物管理を含む）
  - 建築衛生工学（空気調和施設及び建築環境施設を含む）
12. 農業部門
  - 畜産
  - 農芸化学
  - 農業土木
  - 農業及び蚕糸
  - 農村地域計画
  - 農村環境
  - 植物保護
13. 森林部門
  - 林業
  - 森林土木
  - 林産
  - 森林環境
14. 水産部門
  - 漁業及び増養殖
  - 水産加工
  - 水産土木
  - 水産水域環境
15. 経営工学部門
  - 経営管理
  - 数理・情報
16. 情報工学部門
  - コンピュータ科学
  - コンピュータ工学
  - ソフトウェア工学
  - 情報システム・データ工学
  - 情報ネットワーク
17. 応用理学部門
  - 物理及び化学
  - 地球物理及び地球化学
  - 地質
18. 生物工学部門
  - 細胞遺伝子工学
  - 生物化学工学
  - 生物環境工学
19. 環境部門
  - 大気、水、土壌等の環境の保全
  - 地球環境の保全
  - 廃棄物等の物質循環の管理
  - 環境の状況の測定分析及び監視
  - 自然生態系及び風景の保全
  - 自然環境の再生・修復及び自然とのふれあい推進
20. 原子力・放射線部門
  - 原子力
  - 放射線
  - エネルギー
21. 総合技術監理部門
  - （実施なし）

### 一部科目の免除
基礎科目の免除
2002年度以前に一次試験の合格を経ずに二次試験に合格した者が、一次試験を受験する場合、基礎科目が免除される。
専門科目の免除
- 2002年度以前に一次試験の合格を経ずに二次試験に合格した者が、合格した二次試験と同一の技術部門で一次試験を受験する場合、当該技術部門の専門科目が免除される。
- 2019年（平成31年）度より、高度情報処理技術者試験および情報処理安全確保支援士試験の合格者は、第一次試験の専門科目（情報工学部門）の受験が免除される。
- 2019年（平成31年）度より、以下のいずれかの条件を満たす者は、第一次試験専門科目（経営工学部門）の受験が免除される。
  - 中小企業診断士登録者
  - 中小企業診断士の養成課程又は登録養成課程を修了した者。有効期間は当該修了日から3年以内。
  - 中小企業診断士試験の第二次試験に合格した者。有効期間は当該合格日から3年以内。

第一次試験全科目の免除
大学や高等専門学校などの教育機関において、日本技術者教育認定機構 (JABEE) が認定した教育課程を修了した者は、第一次試験の合格者と同等（つまり修習技術者）であるとみなされる。

## 第二次試験
第二次試験に合格すると、技術士登録をする資格が得られる。
第二次試験を受験するには、修習技術者（技術士一次試験合格もしくはJABEE認定課程の修了）であることに加えて、次のいずれかの条件を満たすことが必要である。
- 技術士補として4年間（総合技術監理部門は7年間）以上、技術士を補助する業務に就いた
- 第一次試験に合格してから4年間（総合技術監理部門は7年間）以上、監督者の下で「科学技術に関する専門的応用能力を必要とする事項についての計画、研究、設計、分析、評価又はこれらに関する指導の業務」に就いた
- 7年間（総合技術監理部門は10年間）以上「科学技術に関する専門的応用能力を必要とする事項についての計画、研究、設計、分析、評価又はこれらに関する指導の業務」に就いた

理工系の大学院を修了している場合、その期間のうち最大2年を、上記の業務期間から減じられる。つまり理工系の大学院を修了した者が技術士補登録をすれば、最短2年の実務経験で受験が可能になる。
一次試験と二次試験の技術部門は異なっていてもよい。例えば一次試験は電気電子部門で受験して、二次試験は情報工学部門で受験してもかまわない。

### 筆記試験
受験申込書に記入した「技術部門」「選択科目」「専門とする事項」に従って、以下の設問に解答する。
- 総合技術監理部門以外の技術部門

| 科目     | 出題内容                                                                              | 試験方法 | 試験時間  | 配点 |
| -------- | ------------------------------------------------------------------------------------- | -------- | --------- | ---- |
| 必須科目 | 「技術部門」全般にわたる 専門知識、応用能力、問題解決能力及び課題遂行能力に関するもの | 記述式   | 2時間     | 40点 |
| 選択科目 | 「選択科目」についての 専門知識、応用能力、問題解決能力及び課題遂行能力に関するもの   | 記述式   | 3時間30分 | 60点 |

- 総合技術監理部門

| 科目     | 出題内容 | 試験方法 | 試験時間  | 配点 |
| -------- | --- | -------- | --------- | ---- |
| 必須科目 | 「総合技術監理部門」に関する課題解決能力及び応用能力                                                          | 択一式   | 2時間     | 50点 |
| 必須科目 | 「総合技術監理部門」に関する課題解決能力及び応用能力                                                          | 記述式   | 3時間30分 | 50点 |
| 選択科目 | 選択した技術部門に対応する「選択科目」についての 専門知識、応用能力、問題解決能力及び課題遂行能力に関するもの | 記述式   | 3時間30分 | 60点 |
| 選択科目 | 選択した「技術部門」全般にわたる 専門知識、応用能力、問題解決能力及び課題遂行能力に関するもの                 | 記述式   | 2時間     | 40点 |

#### 選択科目
各部門における選択科目の出題範囲は、以下の通りである。
1. 機械部門
  1. 機械設計
  2. 材料強度・信頼性
  3. 機構ダイナミクス・制御
  4. 熱・動力エネルギー機器
  5. 流体機器
  6. 加工・生産システム・産業機械
2. 船舶・海洋部門
  1. 船舶・海洋
3. 航空・宇宙部門
  1. 航空宇宙システム
4. 電気電子部門
  1. 電力・エネルギーシステム
  2. 電気応用
  3. 電子応用
  4. 情報通信
  5. 電気設備
5. 化学部門
  1. 無機化学及びセラミックス
  2. 有機化学及び燃料
  3. 高分子化学
  4. 化学プロセス
6. 繊維部門
  1. 紡糸・加工糸及び紡績・製布
  2. 繊維加工及び二次製品
7. 金属部門
  1. 金属材料・生産システム
  2. 表面技術
  3. 金属加工
8. 資源工学部門
  1. 資源の開発及び生産
  2. 資源循環及び環境浄化
9. 建設部門
  1. 土質及び基礎
  2. 鋼構造及びコンクリート
  3. 都市及び地方計画
  4. 河川、砂防及び海岸・海洋
  5. 港湾及び空港
  6. 電力土木
  7. 道路
  8. 鉄道
  9. トンネル
  10. 施工計画、施工設備及び積算
  11. 建設環境
10. 上下水道部門
  1. 上水道及び工業用水道
  2. 下水道
11. 衛生工学部門
  1. 水質管理
  2. 廃棄物・資源循環
  3. 建築物環境衛生管理
12. 農業部門
  1. 畜産
  2. 農業・食品
  3. 農業農村工学
  4. 農村地域・資源計画
  5. 植物保護
13. 森林部門
  1. 林業・林産
  2. 森林土木
  3. 森林環境
14. 水産部門
  1. 水産資源及び水域環境
  2. 水産食品及び流通
  3. 水産土木
15. 経営工学部門
  1. 生産・物流マネジメント
  2. サービスマネジメント
16. 情報工学部門
  1. コンピュータ工学
  2. ソフトウェア工学
  3. 情報システム
  4. 情報基盤
17. 応用理学部門
  1. 物理及び化学
  2. 地球物理及び地球化学
  3. 地質
18. 生物工学部門
  1. 生物機能工学
  2. 生物プロセス工学
19. 環境部門
  1. 環境保全計画
  2. 環境測定
  3. 自然環境保全
  4. 環境影響評価
20. 原子力・放射線部門
  1. 原子炉システム・施設
  2. 核燃料サイクル及び放射性廃棄物の処理・処分
  3. 放射線防護及び利用
21. 総合技術監理部門
  - 1 - 20の各技術部門と同一

### 口頭試験
筆記試験を合格したものだけが口頭試験を受験できる。
口頭試験は、筆記試験の答案、および受験申込書に添付した実務経歴証明書を使用して実施される。口頭試験の試問事項及び試問時間は次の通りである。
- 総合技術監理部門以外の技術部門

| 試問事項               | 配点 | 試験時間 |
| ---------------------- | ---- | -------- |
| 技術士としての実務能力 | 60点 | 20分     |
| 技術士としての適格性   | 40点 | 20分     |

- 総合技術監理部門

| 試問事項       | 試問事項                                                                      | 配点  | 試験時間 |
| -------------- | ----------------------------------------------------------------------------- | ----- | -------- |
| 必須科目に対応 | 「総合技術監理部門」の必須科目に関する 技術士として必要な専門知識及び応用能力 | 100点 | 20分     |
| 選択科目に対応 | 技術士としての実務能力                                                        | 60点  | 20分     |
| 選択科目に対応 | 技術士としての適格性                                                          | 40点  | 20分     |

## 合格率など
試験の合格率は年度や部門、部門内の選択科目によって異なる。2023年度（令和5年度）では、第一次試験全体の合格率は39.7 %、第二次試験全体の合格率は11.8 %である。第二次試験合格者の平均年齢は42.8歳であるが、合格率が最も高いのは30代の受験者である。

## 試験制度の変遷
主として第二次試験を中心に記載（総合技術監理部門は除く）。

| 年度                | 技術士試験制度（二次試験） | 技術士試験制度全般 |
| ------------------- | --- | --- |
| 1957年度 (昭和32)   | | 技術士法を制定。 試験は、予備試験と本試験で構成される。 本試験の受験資格は、予備試験合格、または、免除事項（大学等の理科系統の課程を卒業した者他）該当に加え7年超の業務経験が必要であった。 |
| 1958年度 （昭和33） | 第1回技術士試験（予備試験、本試験）を実施。 本試験では、筆記試験と口頭試験を実施。 | |
| 1983年度 (昭和58)   | 予備試験を廃止。 試験種別を第一次試験及び第二次試験（旧本試験）に変更する。 （第二次試験受験にあたって、第一次試験の合格は必須ではなかった）                                                          | 技術士法を全面改正。 「技術士補」の資格を創設。 第二次試験受験資格から、学歴制限を撤廃。 本試験の受験資格を、技術士補として4年超、または、7年超の業務経験が必要に変更。                     |
| 1984年度 (昭和59)   | 第1回第一次試験を実施。 | |
| 2000年度 (平成12)   | 第二次試験の受験要件として、第一次試験の合格が必須となる（JABEE認定は除く）。 | 技術士法を大幅改正。 JABEE認定課程卒業生について第一次試験を免除とする。 |
| 2001年度 (平成13)   | 【必須科目Ⅰ】で、択一式設問を導入。20問出題15問回答。 | 「総合技術監理部門」を新設。 |
| 2003年度 (平成15)   | 第一次試験合格を第二次試験の必須要件とする。 | |
| 2007年度 (平成19)   | 【必須科目Ⅰ】で、択一式設問を廃止。記述式設問とする。 筆記試験に含まれていた経験論文を廃止。筆記試験合格者のみが技術的体験論文を提出するシステムに変更。                                              | |
| 2013年度 (平成25)   | 【必須科目Ⅰ】で、択一式設問を復活。20問出題15問回答。 選択科目に課題解決問題が追加新設される。 技術的体験論文が廃止される。代わりに、出願時の業務経歴として業務内容の詳細を記載する項目が追加される。 | |
| 2019年度 (令和元)   | 【必須科目Ⅰ】で、択一式設問を廃止。記述式設問とする。 | 多くの部門で選択科目が再編される。 |

## 試験の中止など

### 令和元年東日本台風の影響
第一次試験（10月13日）は、東京および神奈川試験地での実施が中止となり、当該各都県では2020年3月7日に再試験を実施することとなった。また、試験地が宮城県、新潟県であって受験しなかった受験者、試験地が東京都、神奈川県、宮城県、新潟県以外で受験しなかった受験者のうち、台風の影響で試験当日または試験前日に、鉄道・バスなどによる試験地への移動が客観的に不可能であったと日本技術士会が認めた受験者についても、東京都、神奈川県において日本技術士会が指定する試験会場で受験可能となった。